# Львівський тролейбус
Льві́вський троле́йбус — тролейбусна система Львова, що обслуговується комунальним підприємством «Львівелектротранс». Наразі мережа налічує 11 тролейбусних маршрутів. Довжина контактної мережі — 136 км (станом на січень 2024), а довжина маршрутної мережі 169 км (01.2021). Згідно з підрахунками ЛЕТ за підсумками 2021 року послугами трамваїв та тролейбусів скористалося 24 678 300 платних пасажирів (з них студентів — 2 785 623). У 2021 році тролейбуси виконали 3,29 млн км транспортної роботи. У 2024 році тролейбусні маршрути Львова перевезли 17 614 198 пасажирів, що включає всі категорії пасажирів.

## Чинні маршрути
Станом на серпень 2022 року чинні такі маршрути: 
| №       | Пункт відправлення    | Пункт прибуття         | Кількість випусків | Кількість випусків | Примітки             |
| №       | Пункт відправлення    | Пункт прибуття         | Робочі дні         | Вихідні дні        | Примітки             |
| ------- | --------------------- | ---------------------- | ------------------ | ------------------ | -------------------- |
| 22      | Університет           | Автовокзал             | 12                 | 8                  |                      |
| 23      | Автовокзал            | вул. Ряшівська         | 7                  | 6                  |                      |
| 24      | вул. Шота Руставелі   | просп. Червоної Калини | 8                  | 6                  |                      |
| 25      | вул. Шота Руставелі   | Автовокзал             | 7                  | 7                  |                      |
| 27      | Університет           | станція Скнилів        | 1                  | 0                  |                      |
| 29      | Університет           | Аеропорт               | 0                  | 0                  | Тимчасово скасований |
| 30      | Університет           | вул. Ряшівська         | 8                  | 5                  |                      |
| 31      | вул. Шота Руставелі   | Пульмонологічний центр | 3                  | 2                  |                      |
| 32      | Університет           | вул. Суботівська       | 8                  | 6                  |                      |
| 33      | пл. Івана Підкови     | вул. Грінченка         | 10                 | 8                  |                      |
| 38      | просп. Івана Павла ІІ | площа Кропивницького   | 8                  | 7                  |                      |
| Всього: | Всього:               | Всього:                | 72                 | 55                 |                      |

## Історія
Перша ідея запровадження тролейбусного руху у Львові датується квітнем 1909 року. Вона пов'язана із будівництвом трамвайної лінії на Високий замок. З огляду на складний рельєф траси майбутньої лінії, керівник Львівського трамвая Йозеф Томицький запропонував замість трамвайної збудувати лінію «безрейкового електричного омнібусу», тобто тролейбусу. Свій проєкт Йозеф Томицький обґрунтовував позитивним досвідом експлуатації тролейбусних ліній у містах Ґмюнд (Нижня Австрія) та Чеські Будейовиці. Відповідно з проєктом тролейбусна лінія на Високий замок могла бути побудована до липня 1909 року. Окрім цієї лінії, пропонувалося також спорудити ще дві тролейбусні лінії  по вулицях Кадетській (нині — Героїв Майдану) і Стрийській до верхньої частини Стрийського парку та по вулиці Городоцькій до Богданівки. Проте, у травні 1909 року електрична комісія львівського магістрату не підтримала проєкту запровадження у Львові тролейбусного руху. Вдруге це питання постало впродовж 1938—1939 років, але тоді на заваді стала Друга світова війна.
До ідеї запровадження тролейбусного руху повернулися у 1947 році. Тоді було вирішено зняти трамвайну колію на проспекті Свободи і замінити її тролейбусною лінією.
27 листопада 1952 року відкритий регулярний тролейбусний рух за маршрутом № 1 (Залізничний вокзал — Площа Міцкевича). Рухомий склад складався тоді з п'яти машин моделі МТБ-82Д, що курсували лінією з інтервалом через кожні 20 хвилин.
1953 року відкритий тролейбусний маршрут № 2 (Площа Міцкевича — Богданівка) завдожки 3,3 км. У 1954 році цей маршрут подовжено до залізничної станції Скнилів. Цього ж року прокладено лінію від площі Міцкевича по вул. Руставелі та Стрийській до сучасної вулиці Гашека (зупинка 7 км), за три роки — від площі Адама Міцкевича до Нового Львова, а ще за рік — до Голоско.
У червні 1963 року на вулиці Львова виїхав перший тролейбус ЛАЗ 695Т, зібраний на Львівському автобусному заводі, на основі автобусного кузову з електрообладнанням від списаних старих тролейбусів МТБ-82Д.
У грудні 1963 року вулицею Снопківською пролягла траса тролейбусного маршруту № 4, кільце кінцевої зупинки було розташовано в підніжжі парку Залізна Вода. Влітку 1967 року цю трасу почали використовувати для маршруту № 1 (до початку року курсував до головного вокзалу). Згодом кінцеві зупинки маршрутів з площі Міцкевича перенесли подалі від проспекту Свободи, аби його розвантажити.
16 серпня 1964 року введено в експлуатацію тролейбусне депо на вулиці Артема.
У 1969 році рішенням СЕВ прийнято поставку нових чехословацьких тролейбусів моделі Škoda 9Tr до Львова. Загально з 1969 по 1982 роки «Skoda-Ostrov s.r.o» поставила в тролейбусне депо Львова 252 машини різних модифікацій, що дало змогу успішно експлуатувати та розвивати тролейбусний рух у Львові.
Через перевантаженням центру міста транзитним транспортом з 1 вересня 1971 року обмежено рух на проспектах Свободи (тоді — Леніна) і Шевченка, а також на площах Адама Міцкевича та Галицькій. З цього дня тролейбусний маршрут № 4 почав розвертатися не біля фонтана на площі Марійській, а на площі Івана Підкови. Рух тролейбусів маршруту № 2 у напрямку залізничного вокзалу перенесено з проспекту Свободи на вулицю Театральну, у зворотному напрямку машини як і раніше рухалися по проспекту Свободи. У листопаді 1971 року кінцеву зупинку маршрутів №№ 1, 5, 6 перенесено з проспекту Шевченка на нове кільце на вулиці Руставелі (на розі з вулицею Костомарова), а декількома місяцами пізніше до площі Петрушевича. Згодом кінцеву цих маршрутів знову перенесено на вулицю Шота Руставелі та об'єднано з кінцевою зупинкою маршрутів №№ 8 і 11. Маршрут № 2 з 1 серпня 1972 року перестав бути наскрізним і обмежувався ділянкою вулиці 17 Вересня — вулиця Окружна без заїзду на вокзал (з 14 жовтня 1972 року цей маршрут перенумеровано у № 13). Лінію по вулиці Чернівецькій демонтовано, однак в центрі міста контактна мережа не демонтувалася через її необхідність для під'їзду машин Городоцького та Клепарівського напрямків до депо.
1984 року на території депо побудована перша в СРСР дослідно-промислова лінія діагностики тролейбусів, використання якої дозволило значно скоротити кількість несправностей рухомого складу під час його експлуатації на маршрутах і дало великий об'єм інформації для дослідження методів прогнозування пошкоджень вузлів та механізмів машин. Лінія повністю розроблена в НДКТІ МГ під керівництвом Володимира Веклича. Результати досліджень, отримані від експлуатації лінії, він узагальнив у книзі та докторській дисертації. Позитивний досвід, отриманий від експлуатації лінії у Львові, дозволив впровадити понад 450 контрольно-діагностичних стендів більш ніж в 30-ти містах СРСР, у тому числі в Москві, Києві, Мінську, Львові, Ризі, Дніпропетровську, Баку, Харкові та ін. (більш ніж в 50 депо).
У 1984 році до тролейбусного депо надійшли перші 10 нових чехословацьких тролейбусів моделі Škoda 14Tr. Загалом впродовж 1987—1990 років чехословацьким виробником «Skoda-Ostrov s.r.o» поставлено до Львова 80 одиниць тролейбусів моделі Škoda 14Tr, що дало смогу суттєво оновити рухомий склад тролейбусного депо.
У 1990-ті роки, на початку Незалежності України, деякі тролейбусні маршрути закрили. Починаючи з 1994 року Львівське трамвайно-тролейбусне управління (ЛТТУ) починає оновлювати рухомий склад першими тролейбусами моделі ЛАЗ-52522. Загалом впродовж 1994—1998 років до тролейбусного депо надійшло 39 тролейбусів цієї моделі.
У 1999 році збудовано тролейбусну лінію на Сихів від вулиці Зеленої (перехрестя біля Ізоляторного заводу) по вул. Сихівській до кінотеатру ім. О. Довженка. На маршрут № 24 вийшли нові тролейбуси ЛАЗ-52522. 
16 листопада 2006 року ЛКП «Львівелектротранс» отримав перші 7 нових низькопідлогових тролейбусів моделі ЛАЗ E183D1 від місцевого виробника «ЛАЗ» та бере в оренду ще 8 тролейбусів моделі ЛАЗ-52522.
2008 року запроваджено компостерну систему, завдяки якій звільнено штат кондукторів, а квитки відтепер потрібно купувати у кіосках з пресою, у терміналах з продажу квитків або безпосередньо в салоні у водія; придбаний квиток слід обов'язково компостувати.
У 2008 році Львівська міська рада оголосила тендер на придбання 2 тролейбусів. Переможцем став Луцький автозавод, який виставив ціну за тролейбуси Богдан Т601 у 900 тис. грн за одиницю. Місто Львів, незважаючи на те, що тендер виграв Луцький завод, пообіцяло придбати на ЛАЗ та два тролейбуси за ціною 1 млн 180 тис грн для того, щоб людям виплатили зарплату, на що керівництво підприємства погодилося, але пізніше виставило вимогу, що продаватиме свої тролейбуси Львову за ціною 1 млн 600 тис грн. Львів на таку пропозицію не пристав і закупив тролейбуси в Луцьку по 900 тис грн за одиницю.
18 січня 2011 року тролейбусний маршрут № 24 подовжено від кінотеатру імені Олександра Довженка до ТЦ «Зубра». Міський голова Андрій Садовий заявив в ЗМІ про план придбання 60 нових тролейбусів до «Євро-2012». Однак цей план провалився і замість 60 одиниць ЛКП «Львівелектротранс» отримав лише один новий тролейбус ЛАЗ E183D1 від заводу «ЛАЗ».
19 жовтня 2011 року на вулиці Науковій розпочато будівництво лінії, що дало змогу подовжити маршрут № 2 до вулиці Стрийської.
1 серпня 2013 року маршрути № 5 і № 24 об'єднані у маршрут № 25 «Автовокзал — Вулиця Шота Руставелі — Кінотеатр ім. О. Довженка».
10 січня 2014 року відкрито новий маршрут № 20 «Університет — Автовокзал».
11 червня 2015 року подовжено маршрут № 13 до площі Івана Підкови і нині курсує: «вул. Грінченка — вул. Гетьмана Мазепи — Варшавська — вул. Замарстинівська — просп. Чорновола — просп. Свободи — площі Підкови і у зворотному напрямку.
Наприкінці 2016 року планувалося подовжити тролейбусний маршрут № 9 від кінцевої зупинки поблизу старого терміналу «Львів» до нового терміналу аеропорту «Львів» імені Данила Галицького. Для цього потрібно було добудувати 1,5 км тролейбусної лінії. Необхідна проєктно-кошторисна документація була вже готова і лише чекала на позитивне прийняття рішення депутатами Львівської міської ради. Отримавши згоду від Львівської міської ради, 20 жовтня 2016 року ЛКП «Львівелектротранс» розпочало підготовчі роботи з прокладання тролейбусної лінії до нового терміналу аеропорту. Планувалося встановити 15 електроопор, а кінцеву зупинку тролейбусного маршруту № 9 облаштувати біля центрального входу терміналу, у другій смузі.
22 січня 2017 року у Львові тролейбусний маршрут № 9 розпочав курсувати до нового терміналу «А» міжнародного аеропорту «Львів» імені Данила Галицького.
З 16 лютого 2017 року у Львові в тролейбусах запрацювала технологія оплати проїзду через Приват24 і спеціальний QR-код за допомогою смартфону.
З 1 вересня 2017 року вартість проїзду в тролейбусі складає 3,00 ₴, для пільгової категорії — 1,50 ₴.
16 грудня 2017 року відновлено курсування тролейбусних маршрутів № 5 «Автовокзал — Вулиця Шота Руставелі» та № 24 «Вулиця Шота Руставелі — Кінотеатр ім. Олександра Довженка». На обох маршрутах курсує по сім машин, а інтервал руху становить орієнтовно 8 хвилин на маршруті № 5 та 10 хвилин на маршруті № 24. Відповідно, тролейбусний маршрут № 25 припинив курсування за маршрутом «Автовокзал — Кінотеатр ім. О. Довженка».
6 квітня 2018 року рішенням Львівської міської ради № 361 від 06.04.2018 року затверджено нові «Правила користування міським електричним транспортом у м. Львові». Серед нововведень слід відзначити, введення штрафного квитка, а для тих, хто відмовляється оплачувати за проїзд, викликатимуть поліцію, окремим пунктом прописано повернення коштів за проїзд у разі несправності рухомого складу.
10 квітня 2018 року рішенням Львівської міської ради № 387 «Про встановлення тарифів на перевезення пасажирів у міському електричному транспорті» встановлена вартість проїзду у розмірі 5,00 ₴, а для пільгової категорії — 2,50 ₴. Рішення набуло чинності з 16 квітня 2018 року. При купівлі місячної картки вартість проїзду значно дешевше. Так, вартість місячної проїзної картки для користування в електротранспорті для підприємств, установ та організацій м. Львова становить 200 ₴, загальної місячної проїзної картки — 160 ₴, виключно електронної місячної проїзної картки — 150 ₴, пільгової місячної проїзної картки для учнів та студентів — 80 ₴, електронної триденної проїзної картки — 50 ₴. Вартість проїзду в електротранспорті Львова станом на квітень 2018 року була найвищою в Україні, при тому, що в Києві та Харкові вартість проїзду тоді становила 4,00 ₴.
У вересні 2018 року управління інвестицій та проєктів Львівської міської ради оголосило про початок торгів для визначення компанії, яка поставить місту 50 нових 12-метрових тролейбусів за кошти ЄБРР.
12 липня 2018 року тролейбусні маршрути № 5 і № 11 припинили курсувати через реконструкцію вулиці Шота Руставелі. Також, у липні 2018 року ліквідований тролейбусний маршрут № 10 через з начебто його дублюванням іншими маршрутами громадського транспорту міста.
1 березня 2019 року Львівська міська рада підписала договір гарантії з ЄБРР щодо закупівлі 50 нових тролейбусів які виготовить «Електрон-транс» та оновлення транспортної інфраструктури.
4 листопада 2019 року у тролейбусному депо презентовано перші 10 тролейбусів Електрон Т19102. У нових тролейбусах є камери відеонагляду, USB порти для підзарядки телефонів та гаджетів. Тролейбуси обладнані двома кондиціонерами салону і для кабіни водія.
29 листопада 2019 року ЛКП Львівелектротранс» отримало перші 10 машин, пізніше з'ясовано, що тролейбуси мають 22 технічні недоліки та зауваження з боку замовника. Терміни підписання актів прийому-передачі тролейбусів дещо зміщуються від попередньо затвердженого графіку. Відповідно, нові тролейбуси планувалося розпочнуть роботу на маршрутах міста до 15 грудня. Наступна партія з 10 тролейбусів почала регулярну експлуатацію наприкінці січня 2020 року. Також від міських чиновників, зокрема від Ірини Маруняк була подана інформація в ЗМІ, що у лютому та березні 2020 року повинні були надійти по 15 машин, однак дане твердження не здійснилось, за лютий 2020 року, ЛКП «Львівелектротранс» прийняв на баланс лише 5 машин. В. о. тролейбусного депо ЛКП «Львівелектротранс» Андрій Свищо тоді заявив, що «нові 5 відзавтра будуть на лінії». Однак і це твердження виявилось хибним, жоден новий тролейбус з останніх п'яти одиниць не виїхав.
З 13 квітня по 14 травня 2020 року маршрут № 31 курсував за напрямком «Пульмонологічний центр — ДБК» (ДБК — Зубрівська — Сихівська — Старий Сихів — станція Сихів — Пасіки Зубрицькі — Сихівський цвинтар — Пасіки Зубрицькі — Пульмонологічний центр та у зворотному напрямку). Наразі маршрут діє за типовим маршрутом «Вулиця Шота Руставелі — Пульмонологічний центр».
10 червня 2020 року відновлено курсування маршруту № 30 (колишній № 10) за напрямком «Ряшівська — вул. Бандери»: вул. Ряшівська — «Південний» — вул. Антоновича — вул. Бандери — вул. Бандери — вул. Антоновича — Залізнична РА — вул. Ряшівська. З 25 червня 2020 року кінцеву зупинку маршруту № 30 перенесено з вулиці Степана Бандери до Університету. Також відновлено роботу тролейбусного маршруту № 27, який скасований 7 квітня 2020 року, на початку карантину. На маршруті 2 випуски (1 піковий). 
14 липня 2020 року маршрут № 27 подовжено до Університету. Маршрут працює лише у робочі дні, випуск збільшено до 4-х машин.
Станом на 21 Вересня 2020 року ЛКП «Львівелектротранс» отримав всі 50 нових тролейбусів Електрон Т19102 однак з запізнілими термінами. Попередньо в договорі обумовлено 44-тижні з часу отримання авансу.
23 жовтня 2020 року маршрут № 23 тимчасово змінив напрямок руху і розпочав рух маршрутом — до вулиці Хуторівка. Однак з 10 серпня 2022 року, повернувся до звичного напрямку за маршрутом Автоаокзал - вул. Ряшівська.
10 серпня 2022 року запрацював новий тролейбусний маршрут № 38 «Проспект Івана Павла ІІ (колишня — вул. Хуторівка) — Площа Кропивницького». Випуск на лінію становить 8 машин у будні та 7 — у вихідні дні, інтервал руху — 10-11 хвилин.

## Схема маршрутів львівських трамваїв та тролейбусів

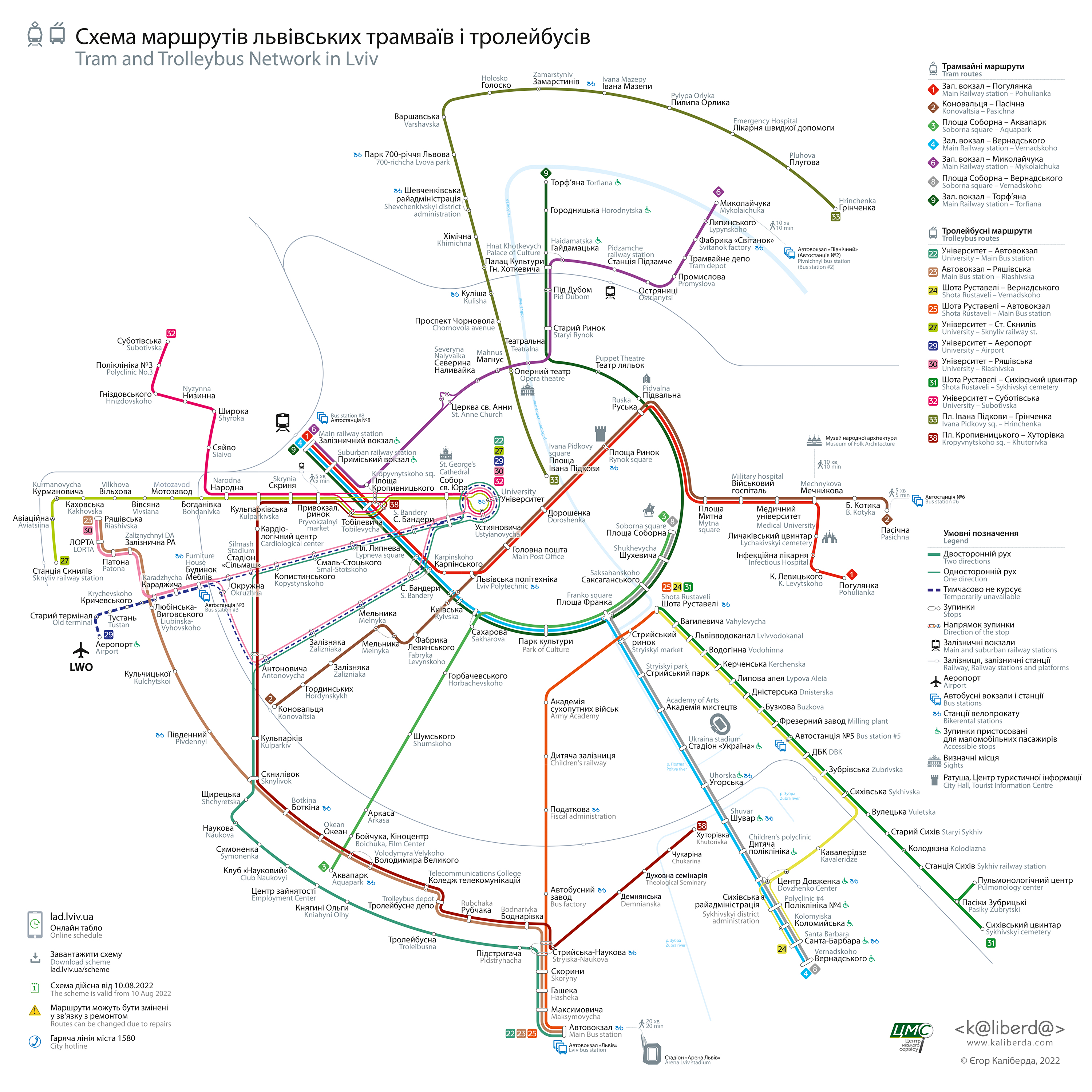
Схема маршрутів львівських трамваїв і тролейбусів (2022)

## Маршрути
З 1 липня 2019 року запроваджена нова нумерація тролейбусних маршрутів, щоб уникнути дублювання у нумерації різних видів транспорту. Кожен маршрут, незалежно від того, автобуси, трамваї чи тролейбуси, має свій унікальний номер, як перший етап переходу до єдиної нумерації маршрутів для усіх видів громадського транспорту. Номери від 1 до 19 зарезервовані для трамвайних маршрутів, номери від 20 до 39 — для тролейбусних маршрутів.
Схема тролейбусних маршрутів доступна за посиланням: Схема маршрутів львівських трамваїв і тролейбусів (sm.vin)
| Перелік тролейбусних маршрутів в місті Львів | Перелік тролейбусних маршрутів в місті Львів | Перелік тролейбусних маршрутів в місті Львів | Перелік тролейбусних маршрутів в місті Львів       | Перелік тролейбусних маршрутів в місті Львів |
| №                                            | Мапа                                         | Маршрут руху | Примітка                                           |                                              |
| -------------------------------------------- | -------------------------------------------- | --- | -------------------------------------------------- | -------------------------------------------- |
| 22                                           |                                              | ЦЕНТР > вул. Університетська > вул. Листопадового чину > площа Святого Юра (назад: площа Святого Юра > вул. Устияновича > вул. Матейка > вул. Соломії Крушельницької > вул. Університетська) > вул. Митрополита Андрея > вул. Героїв УПА (назад: вул. Володимира Антоновича) > вул. Кульпарківська > вул. Наукова > вул. Стрийська > Автовокзал                                                    |                                                    |                                              |
| 23                                           |                                              | Автовокзал > вул. Стрийська > вул. Рубчака > вул. Тролейбусна > вул. Володимира Великого > вул. Івана Виговського > вул. Патона > ВУЛ. РЯШІВСЬКА | До 10.08.2022 маршрут курсував на вулицю Хуторівку |                                              |
| 24                                           |                                              | ВУЛ. ШОТА РУСТАВЕЛІ > Школа > вул. Йосифа Сліпого > вул. Водогінна > Стадіон Україна > вул. Липова Алея > вул. Дністерська > вул. Навроцького > Автостанція № 5 > вул. Луганська > вул. Зубрівська > вул. Сихівська > вул. Івана Кавалерідзе > просп. Червоної Калини |                                                    |                                              |
| 25                                           |                                              | АВТОВОКЗАЛ > вул. Максимовича > вул. Гашека > вул. Скорини > вул. Стрийська — просп. Святого Івана Павла ІІ > Автобусний завод > Податкова > Дитяча залізниця > Парк Культури ім. Б. Хмельницького > Стрийський ринок > ВУЛ. ШОТА РУСТАВЕЛІ |                                                    |                                              |
| 27                                           |                                              | УНІВЕРСИТЕТ > пл. Кропивницького > вул. Городоцька > вул. Авіаційна > ЗАЛІЗНИЧНА СТАНЦІЯ СКНИЛІВ |                                                    |                                              |
| 29                                           |                                              | ЦЕНТР > вул. Університетська > вул. Листопадового чину > площа Святого Юра (назад: площа Святого Юра > вул. Устияновича > вул. Матейка > вул. Соломії Крушельницької > вул. Університетська) > вул. Митрополита Андрея > вул. Героїв УПА > вул. Любінська (назад: вул. Любінська > вул. Окружна > вул. Володимира Антоновича > вул. Митрополита Андрея) > вул. Любінська > АЕРОПОРТ — ТЕРМІНАЛ «А» | маршрут тимчасово не діє                           |                                              |
| 30                                           |                                              | УНІВЕРСИТЕТ > вул. Степана Бандери > вул. Героїв УПА > вул. Копистинського > вул. Любінська> вул. Патона > ВУЛ. РЯШІВСЬКА |                                                    |                                              |
| 31                                           |                                              | ВУЛ. ШОТА РУСТАВЕЛІ — Школа — вул. Йосифа Сліпого — вул. Водогінна — Стадіон Україна — вул. Липова Алея — вул. Дністерська — вул. Навроцького — Автостанція № 5 — вул. Луганська — вул. Зубрівська — вул. Сихівська — мікрорайон «Старий Сихів» — залізнична станція Сихів — село Пасіки-Зубрицькі — Сихівський цвинтар — Пульмонологічний центр                                                   |                                                    |                                              |
| 32                                           |                                              | ЦЕНТР > вул. Університетська — вул. Листопадового чину — площа Святого Юра (назад: площа Святого Юра — вул. Устияновича — вул. Матейка — вул. Соломії Крушельницької — вул. Університетська) — вул. Митрополита Андрея — площа Кропивницького — вул. Городоцька — вул. Сяйво — вул. Широка — ВУЛ. СУБОТІВСЬКА                                                                                      |                                                    |                                              |
| 33                                           |                                              | ЦЕНТР > просп. Свободи > просп. В'ячеслава Чорновола > вул. Варшавська > вул. Гетьмана Мазепи > ВУЛ. ГРІНЧЕНКА |                                                    |                                              |
| 38                                           |                                              | проспект Івана Павла ІІ > вул. Стрийська > вул. Рубчака > вул. Тролейбусна > вул. Володимира Великого > вул. Кульпарківська > вул. Городоцька > площа Кропивницького |                                                    |                                              |

## Схеми ліній (1952—2015)

2022
2015
2014
2013
2012
2011
2010
2009
2008
2007
2003
1999
1992
1989
1988
1984
1982
1980
1977
1974
1966
1960
1955
1952

## Пасажиропотік
Динаміка перевезення пасажирів у Львівському тролейбусі:
| Рік           | 2000 | 2001 | 2002 | 2003 | 2004 | 2005 | 2006 | 2007 | 2008 | 2009 | 2010 | 2011 | 2012 | 2013 | 2014 | 2015 | 2016 | 2017 | 2018 | 2019 | 2020  | 2024  |
| Млн пасажирів | 41   | 40.6 | 34.3 | 29   | 37.6 | 36.4 | 39.1 | 36.6 | 37.3 | 27.3 | 25.8 | 22.4 | 25   | 22.9 | 26.3 | 29.5 | 32   | 32   | 31   | 36   | 29.67 | 17.61 |
| ------------- | ---- | ---- | ---- | ---- | ---- | ---- | ---- | ---- | ---- | ---- | ---- | ---- | ---- | ---- | ---- | ---- | ---- | ---- | ---- | ---- | ----- | ----- |

За даними Головного управління статистики у Львівській області, простежується закономірність майже щорічного зменшення кількості перевезених пасажирів львівським тролейбусом. Зменшення кількості перевезених пасажирів у 2009 році (порівняно з 2008 роком пасажиропотік впав на 10 млн.) можна пояснити, прокладанням трамвайної лінії на Сихів. У зв'язку з будівництвом трамвайної колії на Сихів з 27 серпня 2008 року закрито для проїзду вулицю Стуса і припинено рух тролейбусного маршруту № 1. На ділянці від вул. Свєнціцького до вул. Дібровної демонтовано контактну мережу.
Вищенаведені дані не є точними, оскільки невідомо яким чином ЛКП «Львівелектротранс» та Держкомстат веде облік пасажирів з правом безплатного проїзду.
У січні 2024 року пасажирами тролейбусних маршрутів здійснено 900 744 поїздок, що становить 10,7% поїздок від загальної кількості 8 389 072 поїздок всіма видами громадського транспорту («Леокарт», банківська картка, разові квитки). Ще 470 637 поїздок оплачено на маршрутах електротранспорту через додаток «Приват 24», але даних розподілу за видами транспорту немає. Відповідно, можна очікувати, що за рік тролейбусними маршрутами пасажири здійснять близько 10-11 млн поїздок.   
За підсумками 2024 року, згідно з даними АСООП «Леокарт», пасажирами тролейбусних маршрутів здійснено 12 102 143 поїздки (12 мільйонів 102 тисячі 143). Ця кількість не включає пасажирів, що оплатили проїзд з допомогою додатка «Приват 24». Ця кількість також не враховує поїздки пасажирів з абонементами.   

19 березня 2025 року новий керівник "Львівелектротрансу" Василь Пецух в інтерв'ю інтернет-виданню "Твоє Місто" надав інформацію про пасажиропотік:   
згідно зі статистикою за 2024 рік, львівським електротранспортом було перевезено 39 330 687 пасажирів. Із них: трамваєм – 21 716 489 пасажирів; тролейбусом – 17 614 198 пасажирів.
Вказана ним кількість перевезених пасажирів відрізняється від статистики АСООП "Леокарт", згідно з якою у 2024 році перевезено 31 112 952 пасажира, з них:
- трамвайними маршрутами - 19 010 809 пасажирів
- тролейбусними маршрутами - 12 102 143 пасажира

Проте, статистка АСООП "Леокарт" не враховує кількість пасажирів, що оплачували за проїзд з допомогою додатку "Приват 24" або ж користувалися місячними проїзними Львівелектротрансу. Через додаток "Приват 24" здійснено ще 4 024 262 оплати проїзду.

## Рухомий склад
Весь рухомий склад, який є в наявності у тролейбусному депо є за посиланням на сайтах «Міський електротранспорт» та «Львівтранс».
Рухомий склад тролейбусів, який перебуває в експлуатації станом на серпень 2022 року:
- Електрон T19101 / T19102 — 60
- ЛАЗ E183 — 7
- Skoda 14Tr (різних модифікацій) — 21
- Богдан Т60111 — 1

Інші марки та моделі тролейбусів відсторонені з експлуатації.
Випуск на маршрути 10.08.2022 становив 70 тролейбусів.
Згідно зі звітом «Громадський транспорт Львова. Історія та статистика 2022» (виданий у 2023 році) середньорічний випуск тролейбусів на маршрути становив: 
- у будні — 63,7 од.
- у вихідні — 50,6 од.
- всього пасажирських тролейбусів на балансі — 115 од.
- пасажирських тролейбусів з кондиціонером — 50 од. (всі «Електрони» № 124—173)

## Вартість проїзду
Вартість проїзду в міському електротранспорті Львова встановлюється на підставі рішення виконавчого комітету Львівської міської ради.
З 5 березня 2019 року запроваджено новий спосіб оплати проїзду — за допомогою Bluetooth. Таким чином за допомогою програми «EasyWallet UA» можна купити разовий квиток, ввімкунвши перед запуском програми Bluetooth. Програма автоматично під'єднається до модуля в транспорті і пропонує купити квиток.
З 11 грудня 2023 року затверджено нові та єдині тарифи на проїзд у всьому громадському транспорті на території Львівської МТГ:
| Динаміка зростання вартості проїзду в міському електротранспорті Львова | Динаміка зростання вартості проїзду в міському електротранспорті Львова                                                                                            | Динаміка зростання вартості проїзду в міському електротранспорті Львова                                                          |
| Дата встановлення тарифу                                                | Вартість проїзду, ₴ | Підстава |
| ----------------------------------------------------------------------- | --- | --- |
| 1 червня 2014                                                           | 2,00 (загальний квиток); 1,00 (пільговий квиток) | Рішення ЛМР № 383 від 30.05.2014                                                                                                 |
| 1 вересня 2017                                                          | 3,00 (загальний квиток); 1,50 (пільговий квиток) | Рішення ЛМР № 760 від 30.08.2017                                                                                                 |
| 16 квітня 2018                                                          | 5,00 (загальний квиток); 2,50 (пільговий квиток) | Рішення ЛМР № 387 від 10.04.2018                                                                                                 |
| 15 січня 2020                                                           | 7,00 (у водія) 6,00 (у кіоску, електронна оплата) 3,50 (пільгова)                                                                                                  | Рішення ЛМР № 2 від 10.01.2020                                                                                                   |
| 21 травня 2021                                                          | 10,00 (у водія) 8,50 (у кіоску, електронна оплата) 5,00 (пільгова у водія) 4,00 (лише електронна оплата)                                                           | Рішення виконавчого комітету ЛМР від 21.05.2021                                                                                  |
| 11 грудня 2023                                                          | 6,50 (студентська картка «ЛеоКарт») 13,00 (карткою Леокарт або мобільним додатком) 15,00 (банківською карткою, пристроєм з NFC, QR-кодом) 20,00 (готівкою у водія) | Рішення № 1373 виконавчого комітету ЛМР від 08.12.2023 «Про внесення змін до рішення виконавчого комітету від 31.12.2021 № 1203» |
| 1 червня 2024                                                           | 6,50 (студентська картка «ЛеоКарт») 13,00 (карткою Леокарт або мобільним додатком) 15,00 (банківською карткою, пристроєм з NFC, QR-кодом) 25,00 (готівкою у водія) | Рішення № 1373 виконавчого комітету ЛМР від 08.12.2023 «Про внесення змін до рішення виконавчого комітету від 31.12.2021 № 1203» |

Штраф за безквитковий/незавалідований проїзд складає 300 грн.
Загальна місячна проїзна картка коштуватиме: 420 грн — електронний варіант та 430 грн — звичайний. Вартість місячного студентського абонемента — 210 грн та 215 грн відповідно. Місячна картка для підприємств, установ та організацій Львівської міської громади коштує 500 грн.

Разові та пільгові квитки
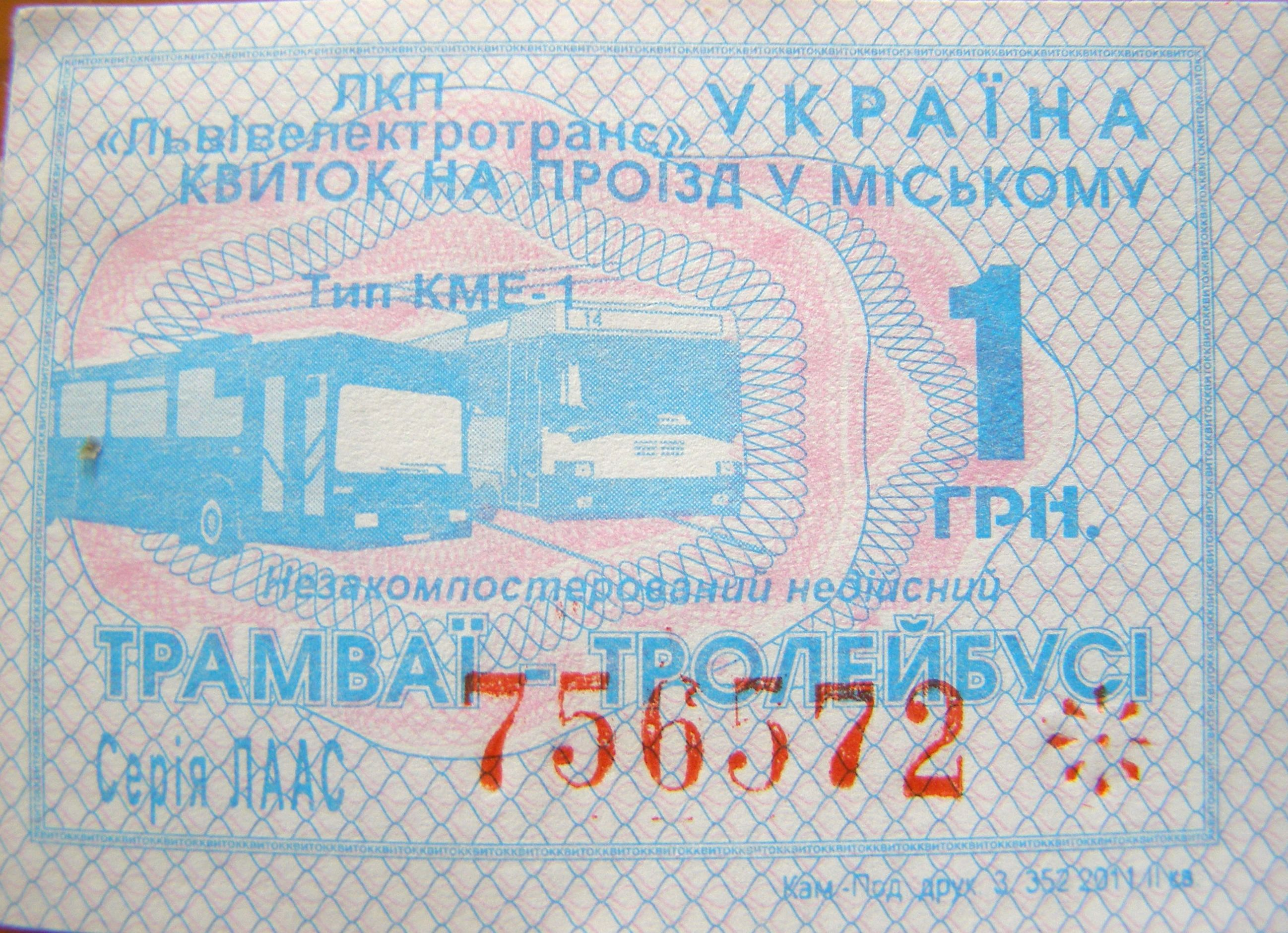
2011
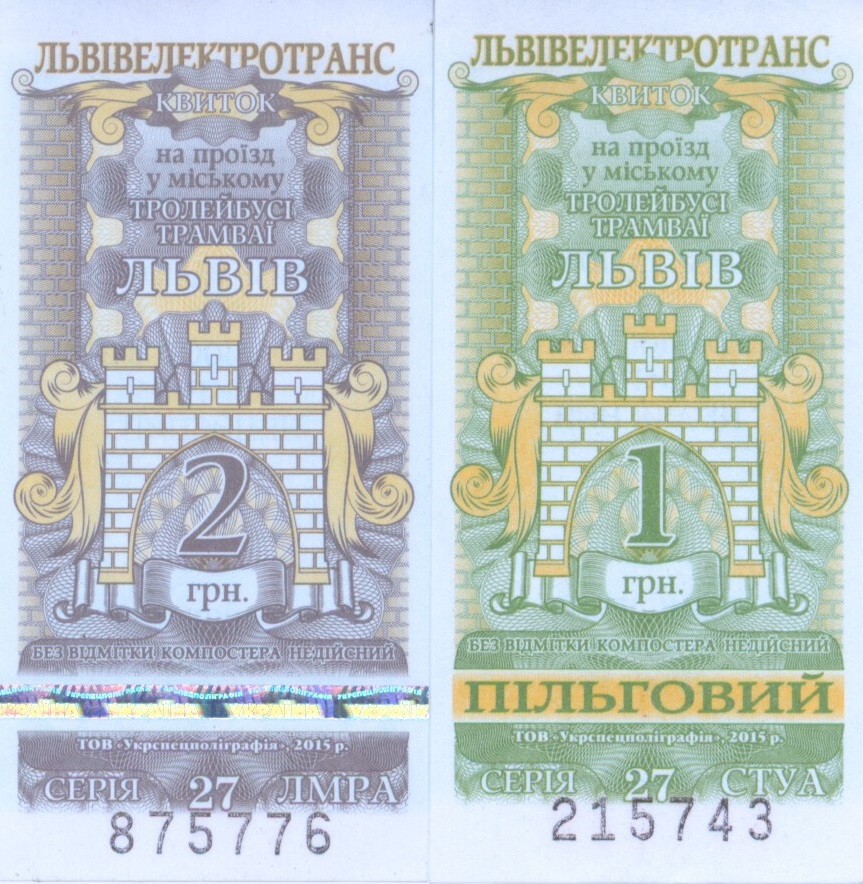
2015
20172017
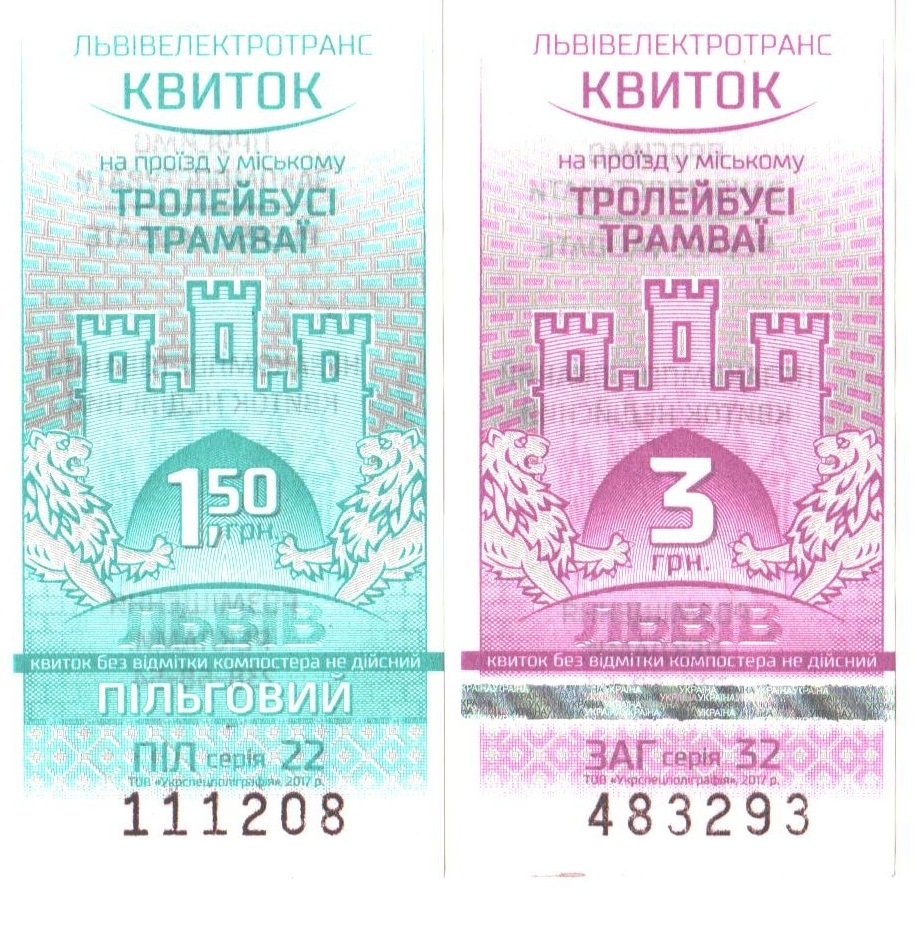
З 1 вересня 2017
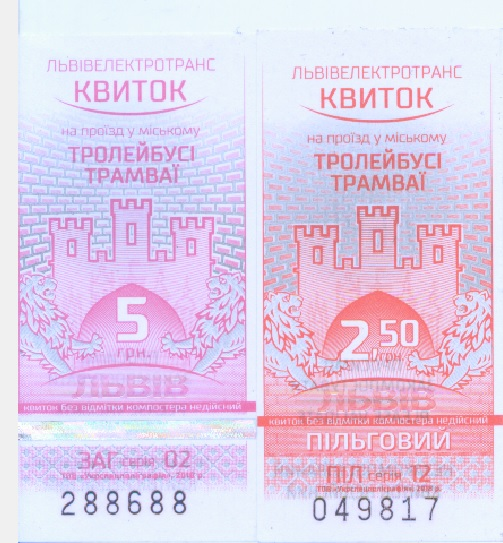
З 16 квітня 2018

## Фотогалерея

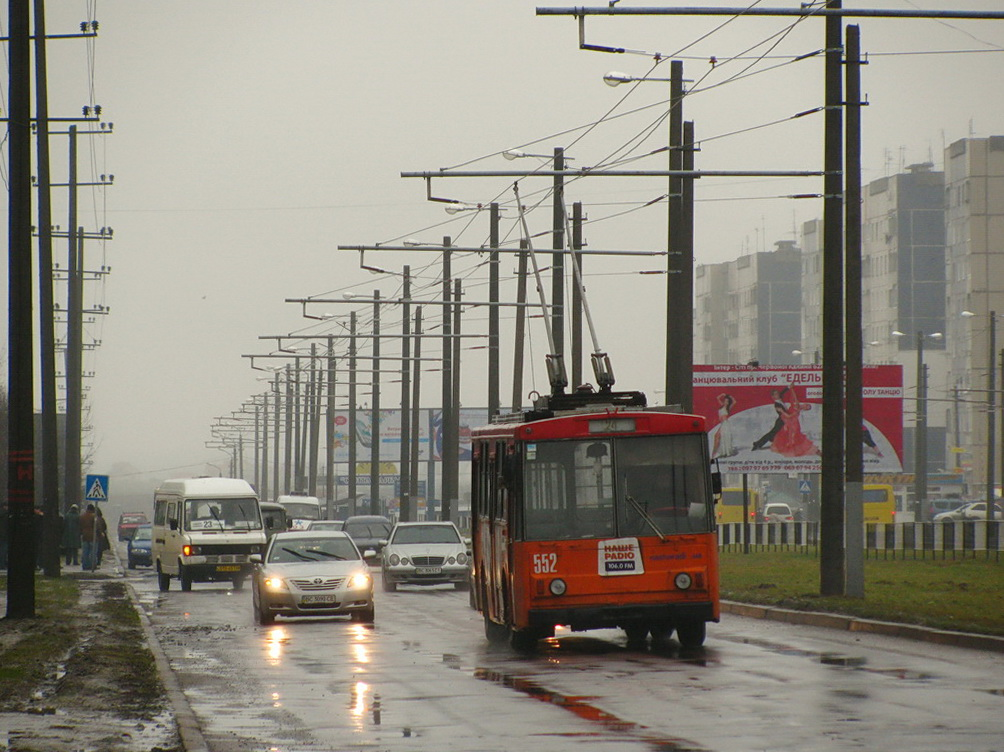
Škoda 14Tr на маршруті № 24 у день відкриття дільниці «кінотеатр ім. Довженка — Санта-Барбара»
Škoda 14Tr на маршруті № 12 (з 01.07.2019 — № 32)
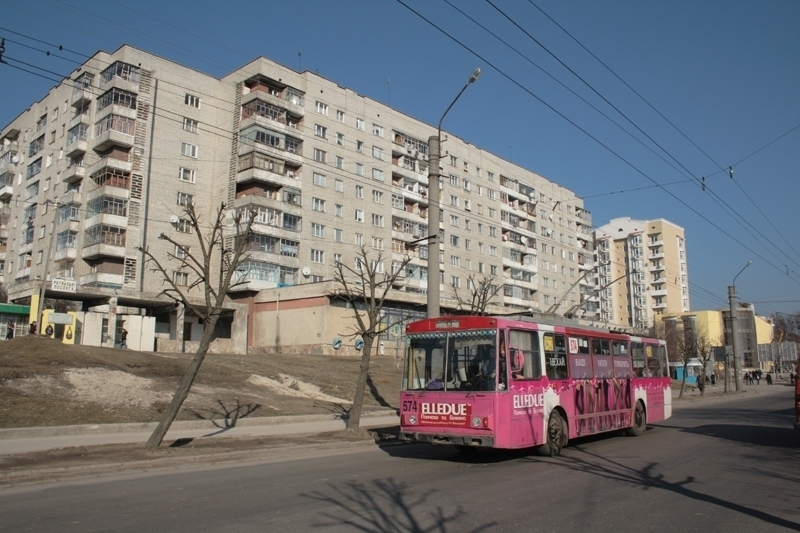
Škoda 14Tr на маршруті № 13 (з 01.07.2019 — № 33)
Škoda 14Tr на маршруті № 2 (з 01.07.2019 — № 22)
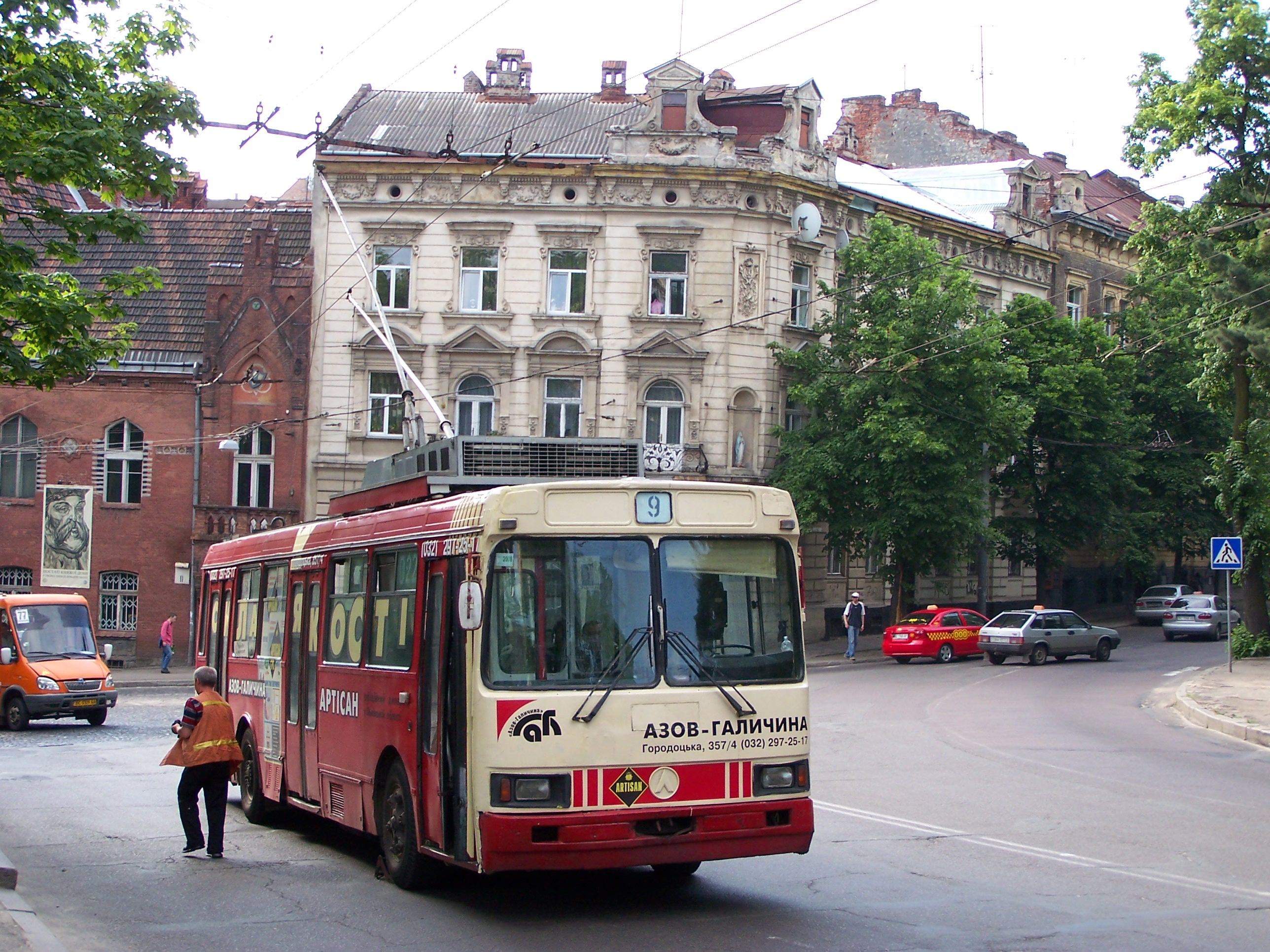
ЛАЗ-52522 на маршруті № 9 (з 01.07.2019 — № 29) біля собору святого Юра
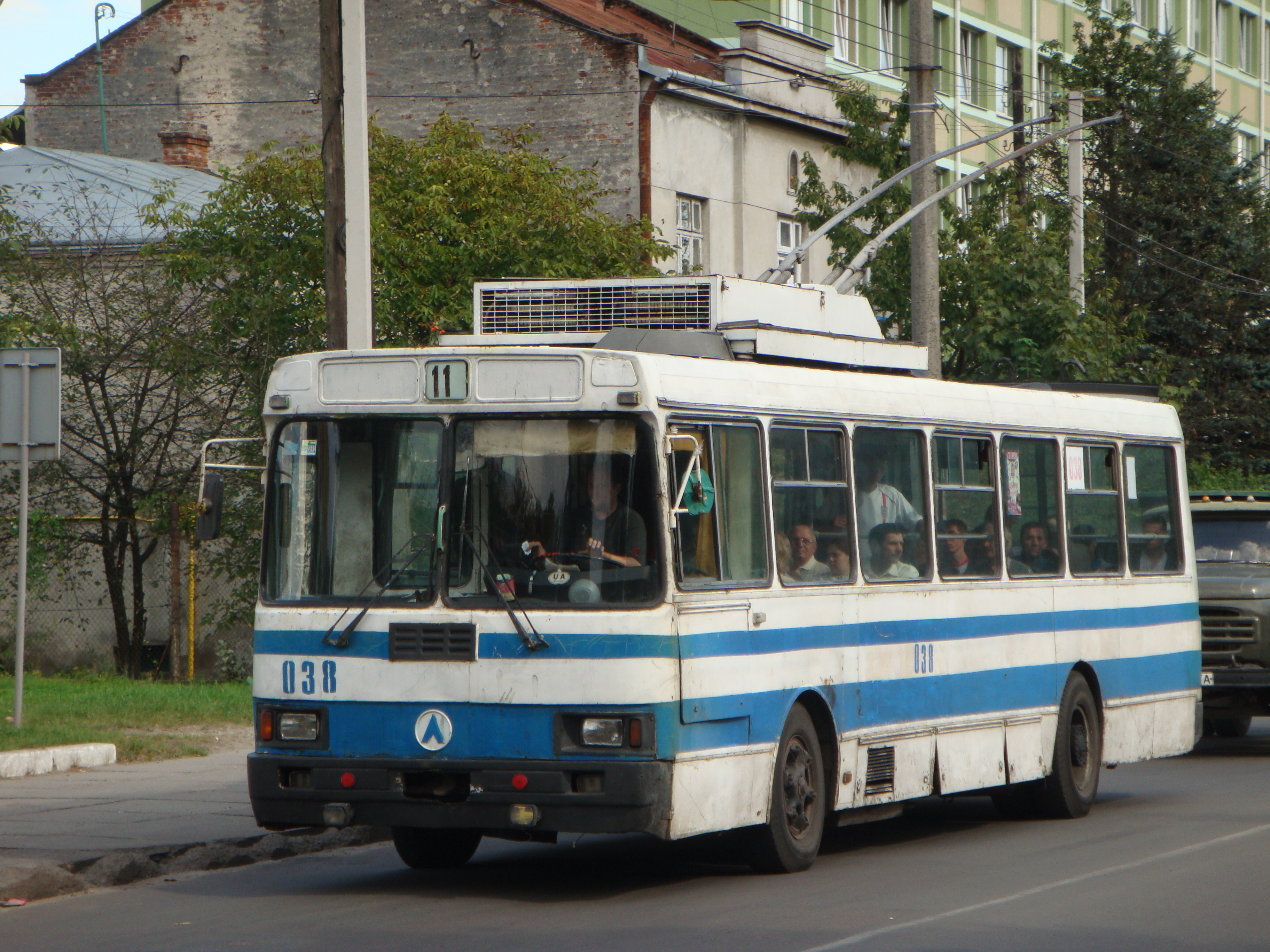
ЛАЗ-52522 на маршруті № 11 (з 01.07.2019 — № 31)
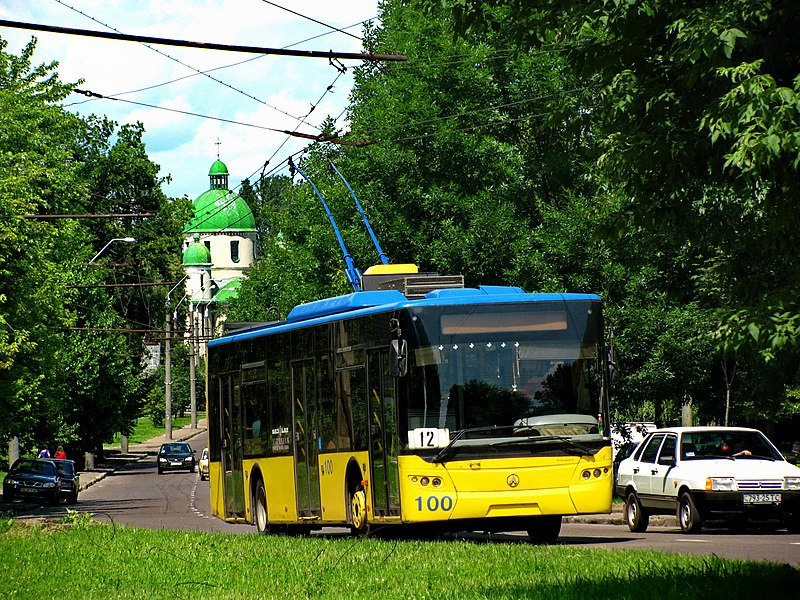
ЛАЗ Е183
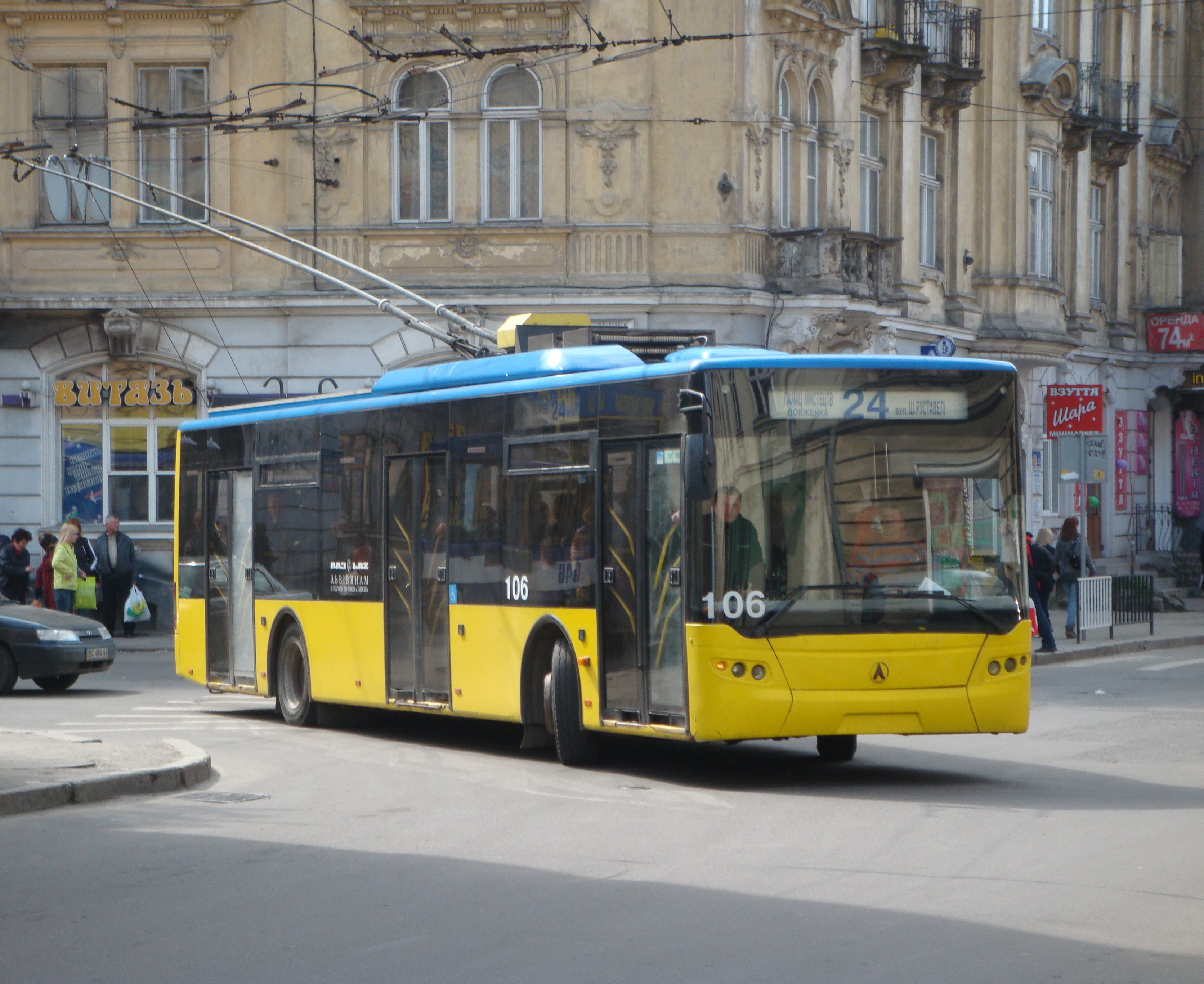
ЛАЗ Е183 № 106 на маршруті № 24
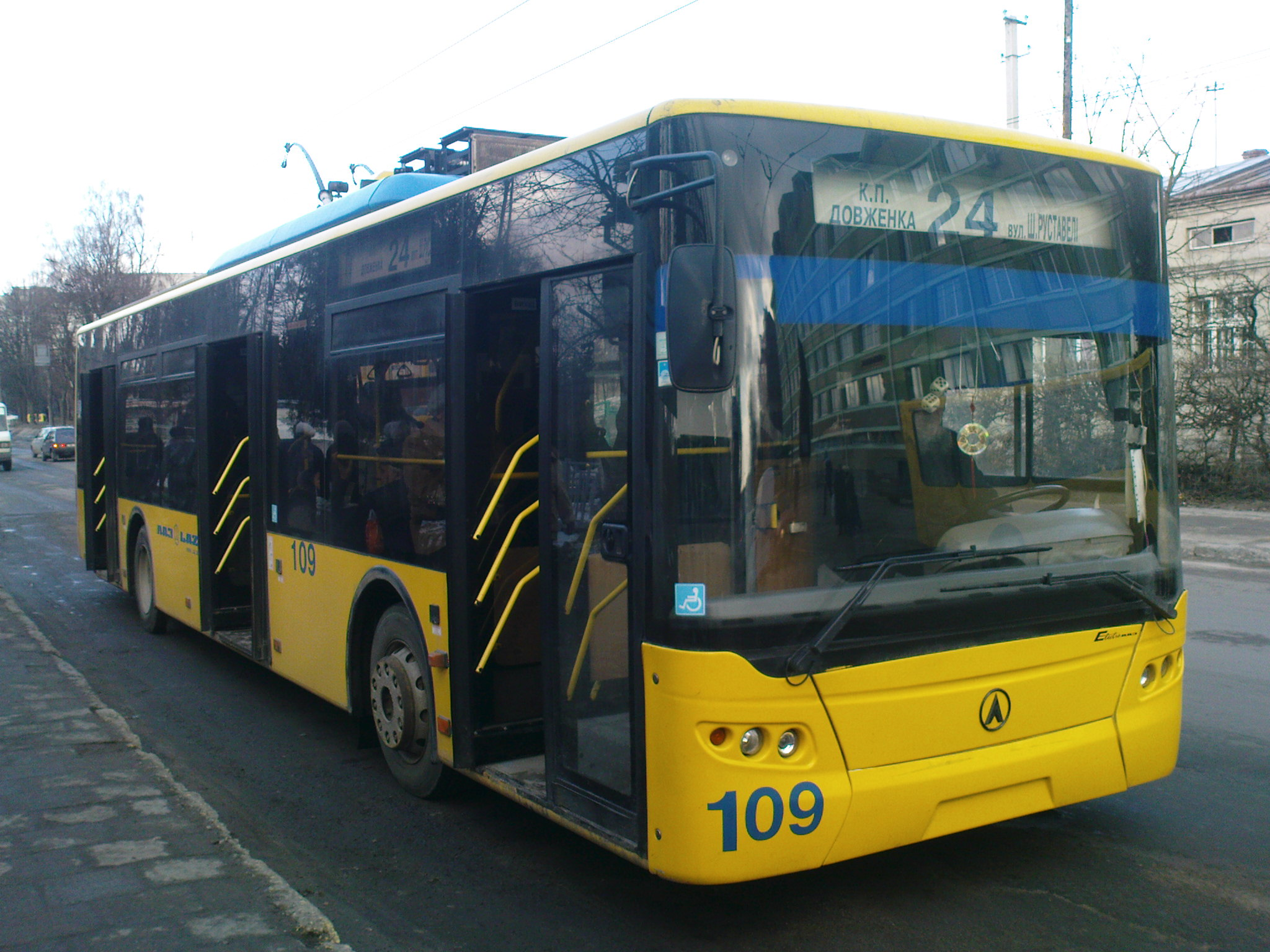
ЛАЗ Е183 № 109 на маршруті № 24
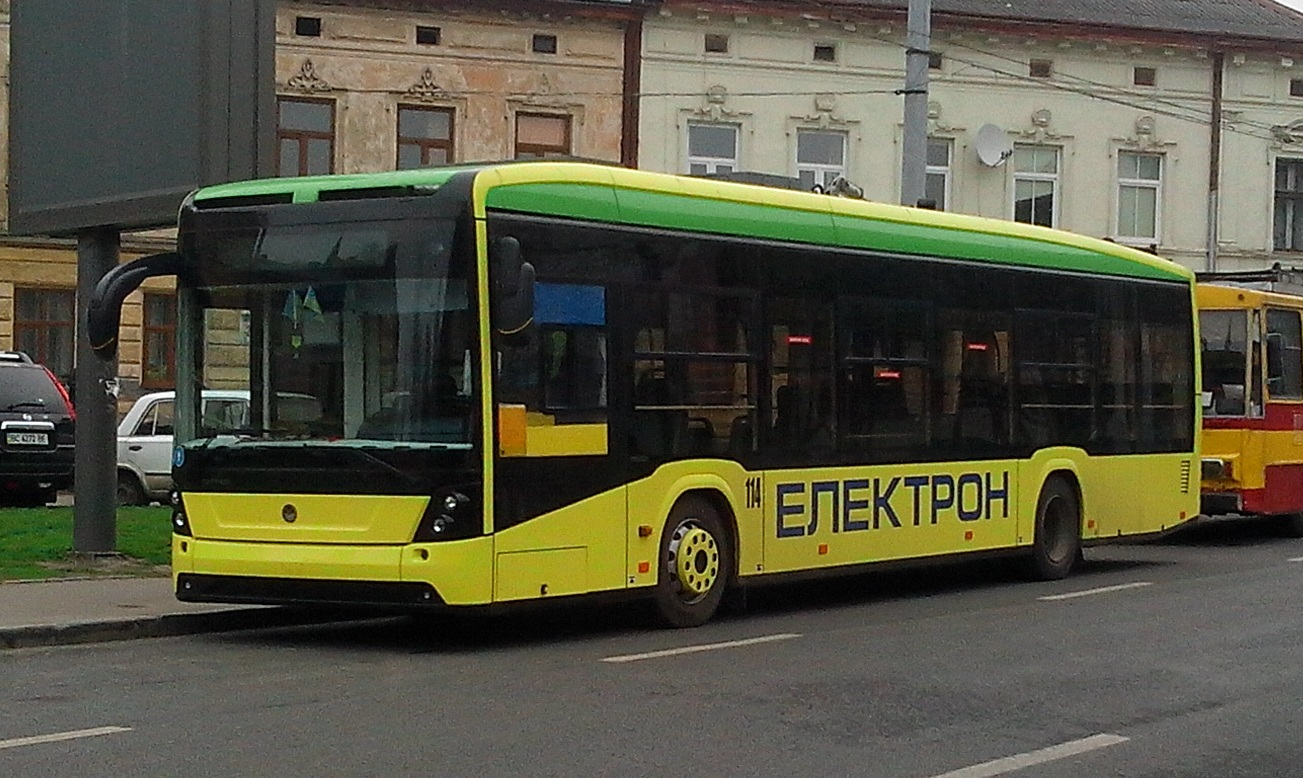
Електрон Т19101 на вул. Митрополита Андрея
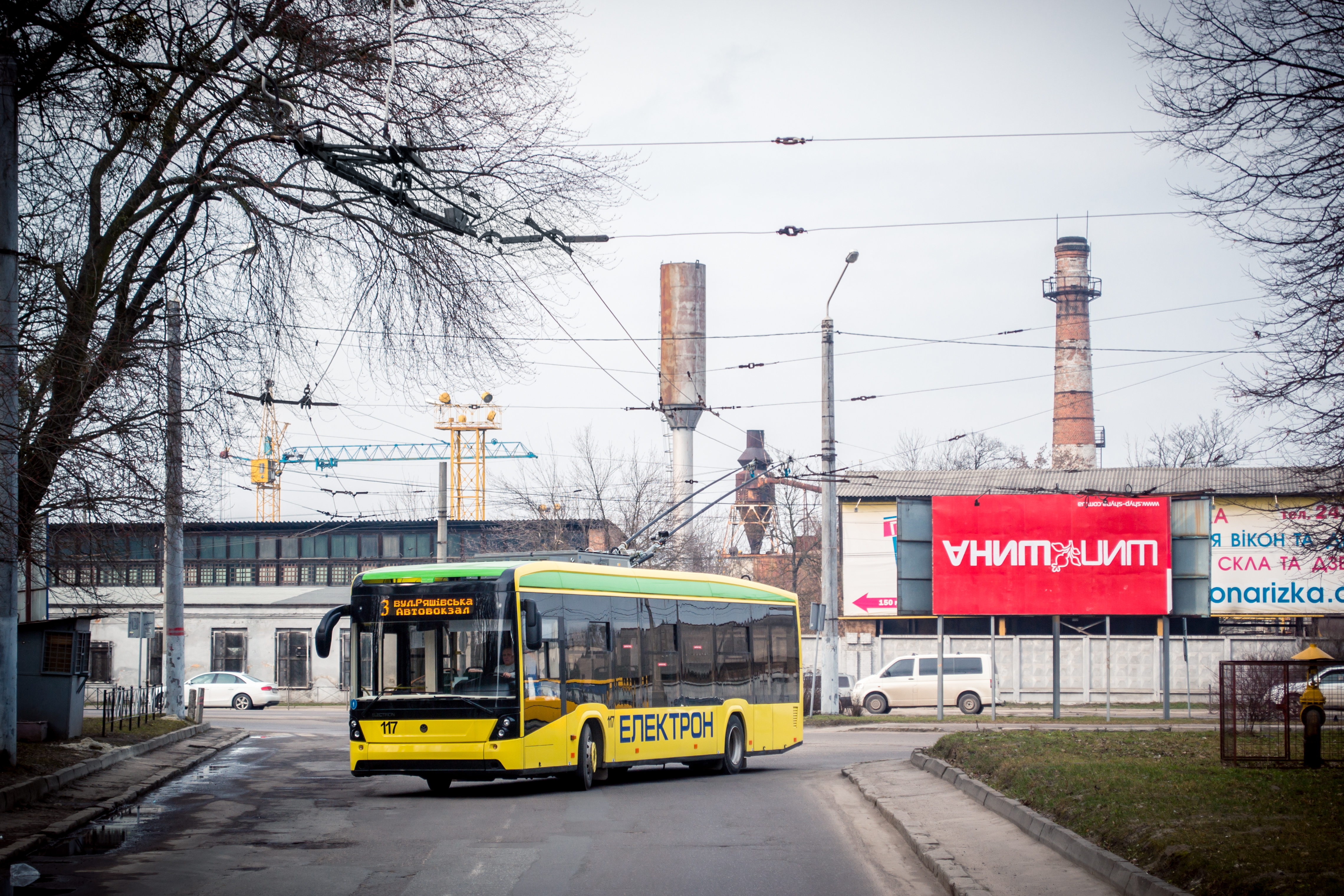
Електрон Т19102 на маршруті № 3 (з 01.07.2019 — № 23)
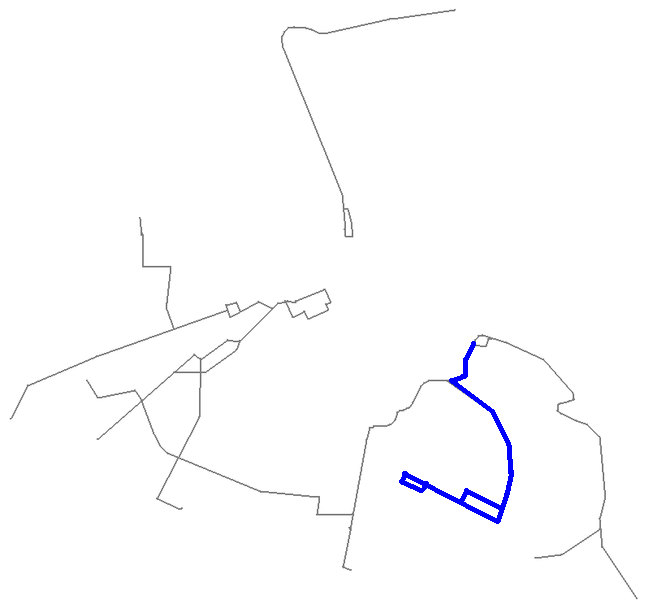
Схема скасованого маршруту № 1 у 2008 році